# República Democrática do Congo
A República Democrática do Congo (denominada, entre 1971 e 1997, República do Zaire), também designada como RDC, RD Congo, Congo ou, por vezes, Congo-Quinxassa ou Congo-Kinshasa para diferenciá-la da vizinha República do Congo (também chamada Congo-Brazzavile ou Congo-Brazaville) é um país da África Central.
Após o Sudão do Sul se separar do Sudão em 2011, passou a ser o segundo maior país da África em área — superado apenas pela Argélia. Faz fronteira a norte com a República Centro-Africana e com o Sudão do Sul, a leste com Uganda, Ruanda, Burundi e a Tanzânia, a leste e a sul com a Zâmbia, a sul com Angola e a oeste com o oceano Atlântico, com o enclave de Cabinda e com o Congo. A capital e maior cidade é Quinxassa, também conhecida como Kinshasa.
Com estimativas populacionais entre 82 e 86 milhões de habitantes para 2017, a República Democrática do Congo é o quarto país mais populoso do continente africano, atrás apenas da Nigéria, da Etiópia e do Egito, e o décimo sexto do mundo. É também a mais populosa nação francófona do globo (que possuí a língua francesa como língua oficial), à frente da França. A população congolesa é composta, em sua maioria absoluta, por cerca de duzentos grupos étnicos, em especial da família banta (81% da população), sendo a etnia congolesa a mais comum (aproximadamente 1/3 dos quinxassa-congoleses, em 2011). Minorias étnicas importantes incluem mangbetu-azandes, mongos e lubas.
Tornou-se independente da Bélgica em 30 de junho de 1960, e é, desde então, considerado um dos mais pobres países do mundo, tendo um dos menores valores de PIB nominal per capita, em 2013 em penúltimo lugar, à frente apenas do Burundi. Seu Índice de Desenvolvimento Humano (IDH) também está entre os mais baixos do mundo, no valor de 0,435 em 2015, o 176° entre 188° países avaliados no período.
No entanto, a República Democrática do Congo, de clima tipicamente equatorial e tropical, é considerado um dos países mais ricos do mundo em recursos naturais, sendo por vezes apontado como o segundo mais biodiversificado do mundo, atrás apenas do Brasil.

## Etimologia
Anteriormente, a República Democrática do Congo já foi chamada, em ordem cronológica: Estado Livre do Congo, Congo Belga, República do Congo (Léopoldville), República Democrática do Congo e República do Zaire. A partir de 1997, recuperou a denominação República Democrática do Congo, que permanece desde então.
O país foi oficialmente conhecido como a "República Democrática do Congo" entre 1965 e 1971, quando teve o nome alterado para República do Zaire. Em 1992, a Conferência Nacional Soberana votou pela recuperação do nome anterior, República Democrática do Congo, mas a alteração não levada a efeito. O nome do país foi restaurado em 1997, pelo presidente Laurent-Désiré Kabila (1997-2001), após o fim da longa ditadura de Mobutu Sese Seko (1965-1997).

## História

### Antiguidade e Colonização belga
A região foi ocupada na antiguidade por bantos da África Oriental e povos do rio Nilo, que ali fundaram os reinos de Luba, Lunda e do Congo, entre outros. Em 1878, o explorador Henry Stanley fundou entrepostos comerciais no rio Congo, sob ordem do rei belga Leopoldo II. Na Conferência de Berlim, em 1885, que dividiu a África entre as potências europeias, Leopoldo II recebeu o território como possessão pessoal, chamando-o Estado Livre do Congo. Em 1908, o Estado Livre do Congo deixou de ser propriedade da Coroa, depois da brutalidade deste tipo de colonização ter sido exposta na imprensa ocidental e tornou-se colônia da Bélgica, chamada Congo Belga.

### Independência

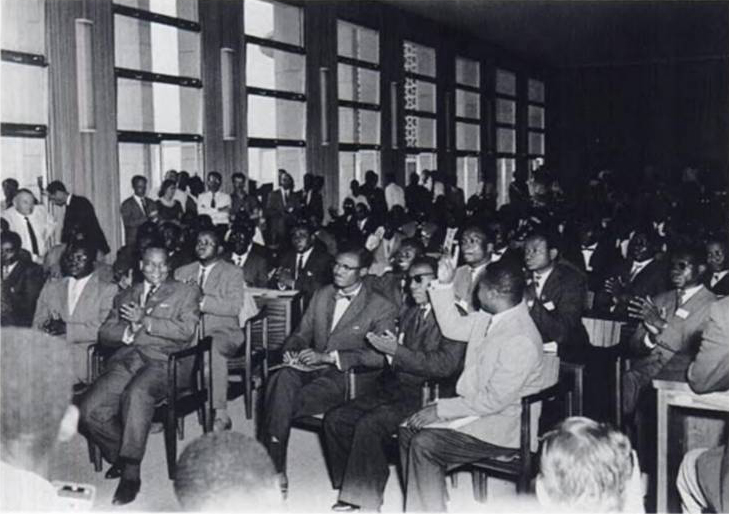
Patrice Lumumba recebe voto de confiança dos representantes eleitos presentes em cerimônia na Assembleia Nacional em 24 de junho de 1960, marcando a formação do primeiro governo do Congo independente

O nacionalismo quinxassa-congolês iniciou-se pelos povos congos em 1950 com fundação da "Associação dos Bacongos para a Unificação, a Conservação e o Desenvolvimento da Língua Congo" (Abako). Inicialmente como movimento cultural dos congos, o nacionalismo africano do pós-Segunda Guerra a influenciou a lançar um manifesto de ruptura radical baseada no federalismo no ano de 1956 em resposta ao então movimento dominante integracionista com a metrópole belga, vinculado ao manifesto La Conscience Africaine. Nas eleições distritais quinxassa-congolesas de 1957 a Abako vence na maior cidade da colónia, Léopoldville (atual Quinxassa), demonstrando a força do nacionalismo nascente.
O Movimento Nacional Congolês (MNC), organização de frente única nacionalista, teve início em 1958 sob liderança inicial de Patrice Lumumba, Cyrille Adoula e Joseph Iléo. Sua ação se baseava em mobilização sindical, motins (o maior deles em janeiro de 1959) e protestos pela independência nacional, exercendo forte pressão sobre a Bélgica. Foi o primeiro movimento político amplo e de relevo que superou os regionalismos e as questões étnicas da então colónia. Porém, um ano antes da independência nacional o próprio MNC sofre uma cisão (motivada por disputas ideológicas entre a ala nacionalista radical lumumbista e a ala federalista) com a maioria do partido continuando sob comando de Lumumba, chamado informalmente de MNC-Lumumba (ou MNC-L), enquanto que uma fração menor é formada sob comando de Albert Kalonji, o MNC-Kalonji (ou MNC-K).
Nas eleições parlamentares de maio de 1960, que seriam definidoras do futuro governo do novo país independente, o MNC-L liderado por Lumumba recebeu a maioria dos votos, mas foi obrigado a formar uma coalizão governista que incluiu o Partido da Solidariedade Africana, o Centro de Reagrupamento Africano e a Abako, além de grupamentos políticos menores. Lumumba foi confirmado como primeiro-ministro. Enquanto isso, o Senado e a Assembléia Nacional, elegeram Joseph Kasa-Vubu do regionalista e conservador Abako como presidente do país. A maioria dos colonos europeus deixou o país após a eleição.
Em 30 de junho de 1960, o Congo conquistou a independência com o nome de República do Congo, assumindo os representantes eleitos em maio daquele ano. Também ficou conhecido naquele período como Congo-Léopoldville, para se diferenciar do antigo Congo Francês, que havia também adotado República do Congo como nome oficial. Para se diferenciar, em 1964 o antigo Congo Belga acrescentou o adjetivo Democrática. Em julho de 1960 eclodiu uma rebelião contra o primeiro-ministro Lumumba, liderada por Moïse Tshombe, líder separatista que insuflava a insurgência em Catanga, com o apoio da Bélgica, Estados Unidos e França. Antes do final do ano, Kasa-Vubu afastou Lumumba, eleito de forma democrática, do cargo de primeiro-ministro, num golpe de Estado. Lumumba alegou que o ato foi inconstitucional e deu-se início a Crise do Congo. As forças que apoiavam a volta do governo socialista de Lumumba eram formadas por guerrilheiros de vários países, como os rebeldes de Ruanda.
Com o apoio dos Estados Unidos, França e Bélgica, Lumumba é sequestrado e assassinado em janeiro de 1961, juntamente com um de seus ministros, Maurice Mpolo, e o vice-presidente do senado, Joseph Okito. Tropas de diversos países (incluindo o Brasil) foram enviadas para restabelecer a ordem sob supervisão da Operação das Nações Unidas no Congo, o que ocorreu em 1963, com a fuga de Tshombe, durante a rebelião Simba. As tropas da Organização das Nações Unidas (ONU) retiraram-se em junho de 1964.
Após diversos combates, Tshombe regressou e assumiu o governo (como primeiro-ministro) em 1964, com apoio da Bélgica e dos Estados Unidos. Em novembro de 1965, ele foi derrubado num golpe liderado pelo futuro ditador Mobuto Sese Seko.
No bojo de tal crise política estava a Guerra Fria com papel preponderante na política interna do Congo na década de 1960; o país foi vitimado pelo conflito. Em seu interior conflitos entre forças internacionais dos blocos capitalista e comunista marcaram a sua política e desenvolvimento pelas próximas décadas. A Crise do Congo, iniciada no processo de independência nacional, teve vários desdobramentos posteriores a 1965 (seu termo final). Suas consequências, porém, são tidas como a mais violenta e contínua guerra africana desde a Segunda Guerra Mundial.

### Zaire e era Mobutu

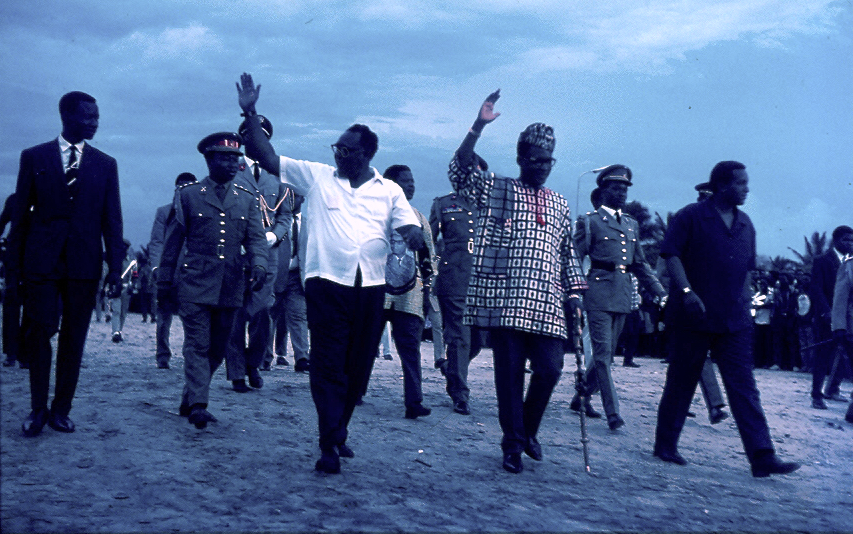
Mobutu (em vestes tradicionais e apoiado com um cetro) caminha com apoiadores, em Quinxassa, durante as festividades comemorativas do 1º aniversário de sua tomada do poder, em 1966

Mobutu estabeleceu uma ditadura personalista com forte apoio militar dos governos dos Estados Unidos desde o golpe militar que levou ao poder, e por todos os 32 anos em que permaneceu como ditador único e soberano no Congo. A ajuda estadunidense foi encerrada com a queda do comunismo no leste europeu.
No início da década de 1970 lançou sua política de "zairização" (ou authenticité), proibindo nomes ocidentais e cristãos. Como parte da campanha, mudou em 1971 o nome do país para Zaire e da capital para Quinxassa (anteriormente, Leopoldville). Ele próprio passou a chamar-se Mobutu Sese Seko Koko Ngbendu wa za Banga, que significa "o todo-poderoso guerreiro que, por sua resistência e inabalável vontade de vencer, vai de conquista em conquista deixando fogo à sua passagem".
Os primeiro mais relevante conflito que Mobuto teve que enfrentar foi a Primeira Guerra de Shaba, em 1977, que foi seguida pela Segunda Guerra de Shaba, em 1978, ocorridas no sul e sudoeste do país, partes da insurgência em Catanga e da Guerra Civil Angolana. Entre 1984 e 1987 foi a vez das Guerras de Moba, no sudeste nacional.
A partir de 1987 Mobutu teve que enfrentar uma insurgência em forma de campanha de guerrilha travada pelo grupo Exército de Resistência do Senhor, nas terras de Uganda (até 2006), Sudão do Sul, leste quinxassa-congolês e República Centro-Africana. O conflito, em baixa intesidade, tem características ideológicas messiânicas, porém com extrema violência e violações generalizadas dos direitos humanos, incluindo mutilação, tortura, escravidão, estupros, sequestro de civis, uso de crianças-soldados e vários massacres. Em 2004, o LRA havia sequestrado mais de 20 000 crianças, enquanto 1,5 milhão de civis foram deslocados e cerca de 100 000 civis foram mortos.
A corrupção tornou-se algo comum a ponto de ser designada pelo próprio Mobutu como o "mal do Zaire". Líderes rivais uniram-se em 1988 para organizar a oposição, mas foram presos ou exilados. Pressões internacionais levaram Mobutu a adotar o pluripartidarismo em 1990. Em outubro de 1991, após grandes distúrbios nacionais, o líder oposicionista Etienne Tshisekedi foi nomeado como primeiro-ministro, mas recusou-se a prestar juramento a Mobutu e é substituído. Os Estados Unidos puseram em dúvida a legitimidade do governo e a Alemanha cortou a ajuda financeira ao país. Em dezembro, Mobutu cancelou as eleições. Tshisekedi foi reconduzido ao cargo no ano seguinte. Em 1993, o Alto Conselho da República, criado pela conferência nacional, ordenou o desligamento de Mobutu dos negócios de Estado e convocou greve geral. Mobutu ignorou a resolução. No final do mês, o Exército amotinou-se quando ele tentou pagar os soldados com notas de 5 milhões de zaires (cerca de 2 dólares dos Estados Unidos), já recusadas em 1992 por não terem valor. Mobutu responsabilizou Tshisekedi pela rebelião, que deixou mais de mil mortos, e nomeou um governo de união nacional. Estados Unidos e União Europeia não o reconheceram e apoiaram a instalação de um regime de transição formado pela aliança oposicionista liderada por Tshisekedi. Em junho de 1995, o período de transição foi prolongado por dois anos. Eleições gerais, previstas para o mês seguinte, não se realizaram.

### Década de 1990: Primeira Guerra do Congo

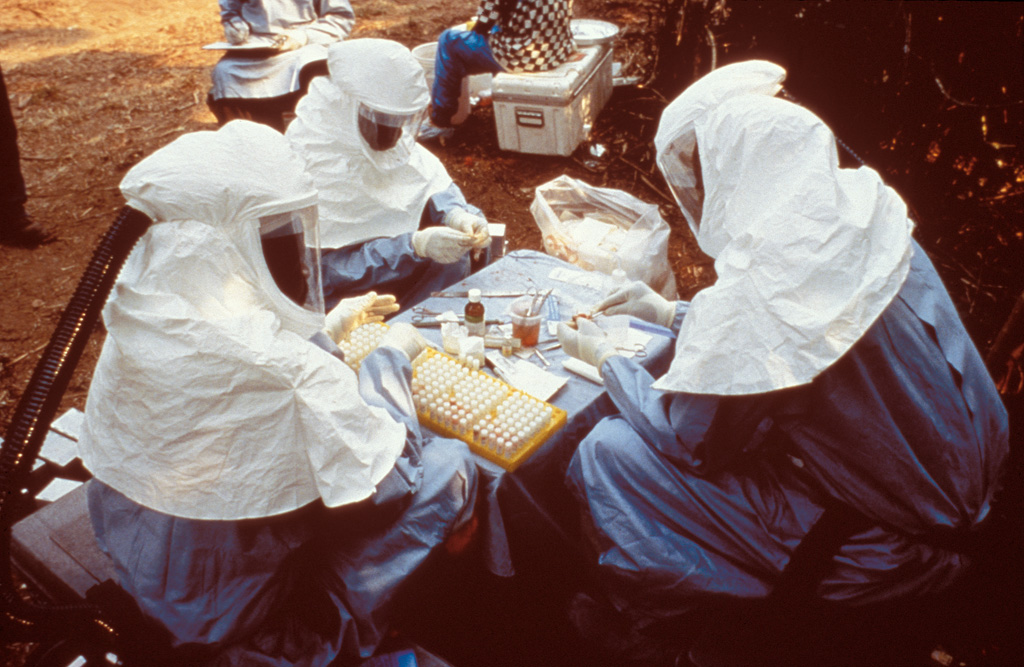
Além das guerras, a década em questão foi marcada por um surto localizado (1995) mas muito mortífero de ebola que vitimou 254 pessoas nas redondezas de Quicuíte, no centro-oeste do país. O surto foi atribuído a um paciente que trabalhava em uma floresta adjacente à cidade

Em 1994, mais de 1 milhão de ruandeses (em sua maioria hútus) foragidos do genocídio em seu país ingressaram no leste do Zaire. A chegada dos refugiados desestabilizou a região, habitada há mais de 200 anos pelos tútsis baniamulenges, inimigos históricos dos hútus. Sentindo-se negligenciados por Mobutu, que tolerou a presença dos hútus na região, os baniamulenges iniciaram uma rebelião em outubro de 1996, liderados pelo lumumbista Laurent-Désiré Kabila. No ínterim do processo rebelde, ocorreu o massacre contra os hútus refugiados em solo nacional. Diante da situação caótica, o movimento contou com o apoio decisivo da vizinha Uganda e do regime tútsi de Ruanda, e ganhou rapidamente a adesão da população, insatisfeita com a pobreza e a corrupção no governo. Nos meses seguintes aumentaram os choques entre a guerrilha, batizada de Aliança das Forças Democráticas para a Libertação do Congo (AFDL) e o Exército, que enfrentou deserção em massa. A escalada da ofensiva coincidiu com a ausência de Mobutu, que viajou para a Europa em agosto para submeter-se a tratamento médico para o câncer (cancro, em português europeu) na próstata (que havia sido detectado 34 anos antes, em 1962). Apesar de muito doente, retornou ao território em dezembro com o objetivo de deter a rebelião. Em 1997, a guerra civil alastrou-se pelo território, nos sentidos Norte–Sul e Leste–Oeste. Em fevereiro, a Força Aérea bombardeou as cidades de Bucavu, Shabunda e Walikale, sob controle rebelde. Mobutu propôs cessar-fogo à guerrilha em março, mas a AFDL não negociou. No mesmo mês conquistou Lubumbashi, Quissangane (duas das maiores cidades depois de Quinxassa) e Buchimaie, a "capital dos diamantes". Explodia, assim, a Primeira Guerra do Congo, um desenvolvimento da crise do Congo (1960-1965).
Os rebeldes propuseram ao Exército a ocupação pacífica da capital do país e, em 17 de maio de 1997, entraram na capital sob aplausos da população. Laurent-Désiré Kabila assumiu o poder e retomou o antigo nome do país — República Democrática do Congo —, adotado entre 1964 e 1971. No dia anterior à tomada de Quinxassa, Mobutu partiu para o Palácio Gebadolite (o "Versalhes africano"), na selva, de onde fugiu para o exílio no Togo. Morreu em setembro, no Marrocos.
Paralelamente, em meados da década de 1990, como consequência da crise dos países vizinhos, surge a insurgência das Forças Democráticas Aliadas, um conflito contínuo travado pelas Forças Democráticas Aliadas em Uganda e na República Democrática do Congo, contra os governos desses dois países, e depois também contra a Missão das Nações Unidas na República Democrática do Congo (MONUSCO). A insurgência começou em 1996, intensificando-se em 2013, resultando em centenas de mortes.

### Segunda Guerra do Congo

Estimativa dos territórios controlados pelas facções rivais da Segunda Guerra do Congo, em Junho de 2003

Apesar da promessa de democracia, um dos primeiros atos do novo presidente foi a suspensão dos partidos e a proibição de manifestações políticas. As medidas autoritárias e o rompimento de Laurent-Désiré Kabila com Ruanda e Uganda provocaram insatisfação popular, sobretudo dos antigos aliados, os tutsis baniamulenges. Em janeiro de 1998, militares baniamulenges se amotinaram contra o regime. Em fevereiro, o governo prendeu chefes tribais e professores universitários na região de Quivu, leste do país, onde vivem os tutsis. A revolta se alastrou, recebendo o apoio ruandês e ugandense contra Laurent-Désiré Kabila e, em junho, degenerou na guerra civil Segunda Guerra do Congo. Os combates contra o governo ocorreram nos sentidos Norte–Sul e Leste–Oeste, repetindo a trajetória da ofensiva que no ano anterior depusera Mobutu e levou Laurent-Désiré Kabila ao poder.
Enfraquecido, Laurent-Désiré Kabila pediu socorro militar a Angola, Zimbábue e Namíbia para frear o avanço dos tutsis baniamulenges, que já ocupavam grandes áreas do território quinxassa-congolês e ameaçavam invadir Quinxassa. Em 2 de agosto, tropas, tanques, aviões e helicópteros dos três países entraram no Congo e atacaram posições dos rebeldes. Em resposta, Uganda e Ruanda ameaçaram intervir diretamente. A entrada de forças estrangeiras no conflito deteve a revolta militar contra Laurent-Désiré Kabila em menos de duas semanas, mas obrigou o presidente a prometer eleições gerais para 1999. No mesmo ano foi assinado o Acordo de Lusaca, firmando um cessar-fogo. Contudo, ele não foi cumprido e a ONU preparou uma missão de paz no país.
O Congo é o maior e mais rico país em recursos naturais da África subsaariana, explorados primeiramente pela colonização belga e, nas últimas décadas, pelos rebeldes e por estrangeiros. Essa riqueza financia milícias, é contrabandeada para países vizinhos. Os trabalhadores, por sua vez, são explorados em regime de semi-escravidão em minas, além de sua produção agrícola ser confiscada, em torno de 10%, pelos rebeldes. Visando a conquista de extensas jazidas de diamante no país, Ruanda, Uganda e Burundi passaram a apoiar milícias diferentes na guerra civil, que despoletou conflitos menores como o Conflito de Ituri e a Guerra do Quivu.
Os conflitos no leste do país deixaram cerca de 6 milhões de mortos e desaparecidos. Foi a maior e mais sangrenta guerra africana desde a Segunda Guerra Mundial. As chacinas de homens, os estupros de mulheres e os sequestros de crianças foram (e continuam sendo, nos conflitos de Ituri e Quivu) frequentes. Em função desta guerra civil, na República Democrática do Congo está a maior e mais cara missão da ONU, a Missão das Nações Unidas na República Democrática do Congo (MONUSCO), em curso desde 30 de novembro de 1999.

### Governo de Transição

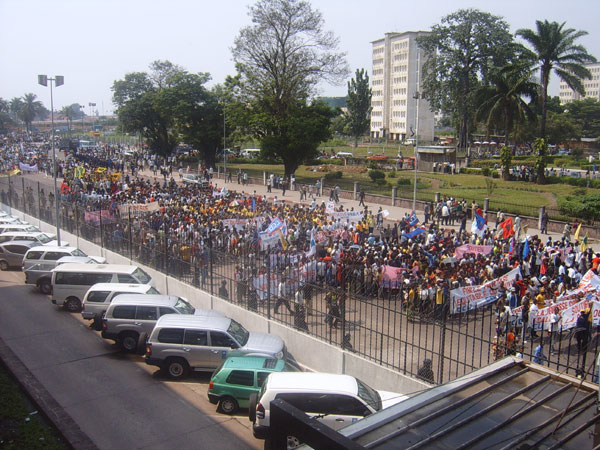
Manifestação em Quinxassa, ocorrida a 31 de maio de 2006, pró-democracia e pela realização das eleições daquele ano

Em 2001, Laurent-Désiré Kabila foi assassinado por um de seus guarda-costas. Joseph Kabila, seu filho, assumiu o governo, iniciou o processo de paz e prometeu eleições. Acordos para a democratização avançaram, com uma tentativa de pacificar os grupos rivais.
Em abril de 2003, mil pessoas da minoria hema foram massacradas numa região ainda marcada por confrontos, rica em ouro. No fim do ano iniciou-se a ação do governo provisório na região para debelar os conflitos.

#### Tribunal Penal Internacional e a Situação na República Democrática do Congo
A investigação do Tribunal Penal Internacional na República Democrática do Congo ou a situação na República Democrática do Congo é uma investigação em curso do Tribunal Penal Internacional (TPI) sobre crimes cometidos na República Democrática do Congo durante a Segunda Guerra do Congo e suas consequências, incluindo os conflitos de Ituri e Quivu. Em abril de 2004, o governo da República Democrática do Congo encaminhou formalmente a situação no Congo ao Tribunal Penal Internacional e, em junho de 2004, o promotor Luis Moreno Ocampo abriu formalmente uma investigação. Até 2020, haviam sido emitidos mandados de prisão para Thomas Lubanga Dyilo, Germain Katanga, Mathieu Ngudjolo Chui, Bosco Ntaganda, Callixte Mbarushimana e Silvestre Mudacumura.

#### Nova Constituição e primeiras eleições livres desde 1965
No início de 2006, na sequência da ratificação de uma nova constituição, aprovada por referendo, cuja aprovação foi de 84,31% dos eleitores, a bandeira do país foi alterada, assumindo um modelo semelhante ao já utilizado no período entre 1963 e 1971.
Em 30 de junho de 2006 realizaram-se as eleições, com vitória de Joseph Kabila, que obteve 57% dos votos. Foi a primeira eleição geral livre em 40 anos na história do país.

### Recrudescimento da violência e protestos antigovernamentais

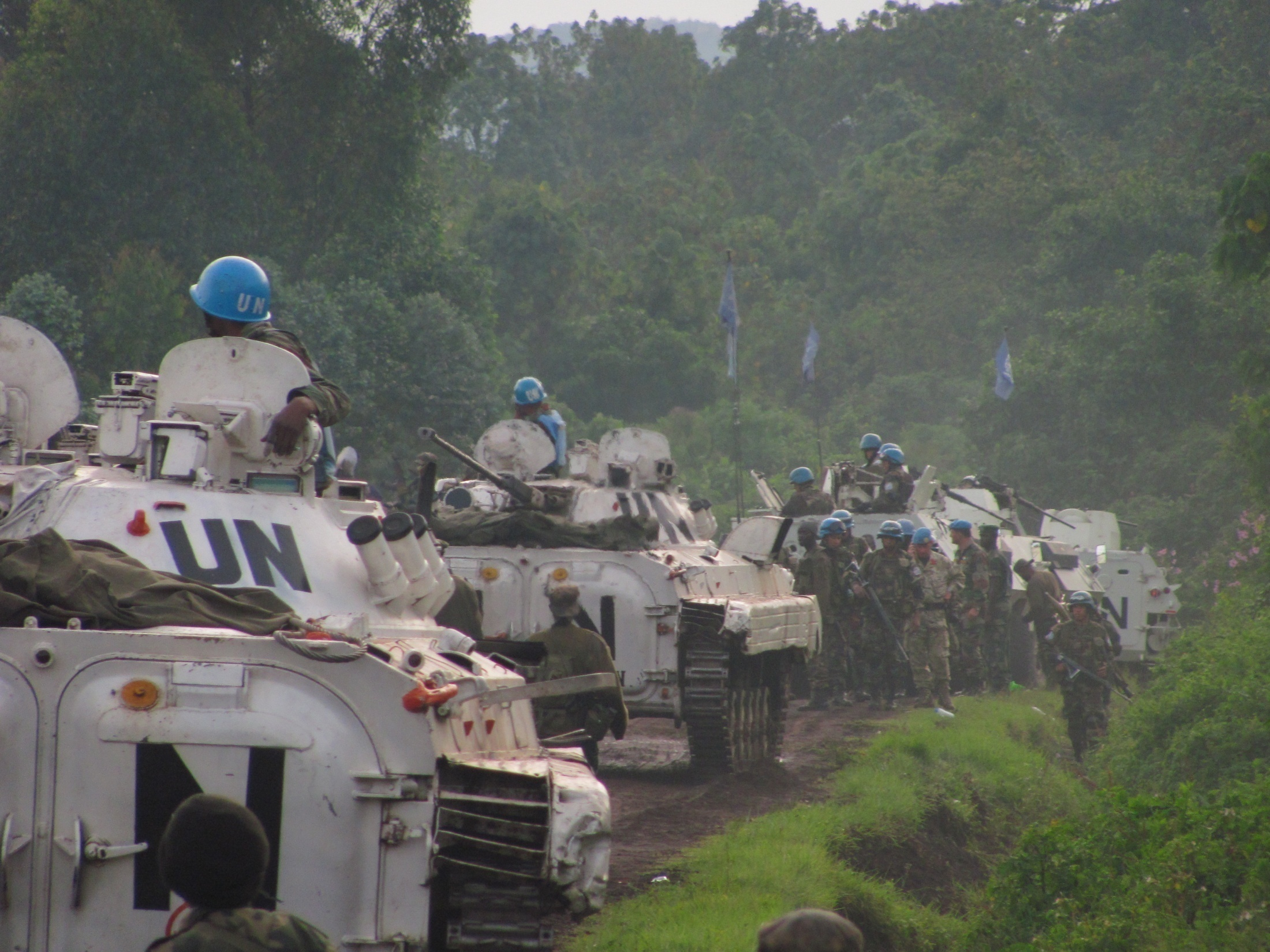
Tropas da MONUSCO nos arredores da cidade de Goma, em 2012, nas operações contra o M23

Os focos de violência permaneceram ativos no norte e nordeste nacional na ofensiva de Garamba em 2008–2009 (contra o Exército de Resistência do Senhor) e no Conflito em Dongo durante os anos de 2008 e 2009.
Como desdobramento dos conflitos de Ituri e Quivu, em março/abril de 2012 teve início a rebelião M23, um conflito ocorrido entre o Movimento 23 de Março e o governo quinxassa-congolês na província de Quivu do Norte. Em novembro de 2013 o último foco rebelde tinha sido derrotado pelas tropas governamentais e da MONUSCO.
Em 2015, grandes protestos eclodiram em todo o país e os manifestantes exigiram que Joseph Kabila deixasse o cargo de presidente. Os protestos começaram após a aprovação de uma lei pela câmara baixa quinxassa-congolesa que, se também aprovada pela câmara alta, manteria Kabila no poder pelo menos até que um censo nacional fosse realizado (um processo que provavelmente levaria vários anos e, portanto, manteria ele no poder após as eleições planejadas de 2016, nas quais ele estaria constitucionalmente impedido de participar).
Este projeto de lei foi aprovado; no entanto, foi esvaziado das disposições que manteria Kabila no poder até que um censo ocorresse. Foi disposto que o censo deveria ocorrer, mas não estava mais vinculado ao momento das eleições. Em 2015, as eleições foram marcadas para o final de 2016 e uma paz tênue mantida no Congo.
Em 27 de novembro de 2016, o ministro das Relações Exteriores do Congo, Raymond Tshibanda, disse à imprensa que nenhuma eleição seria realizada em 2016, após 20 de dezembro, o fim do mandato do presidente Kabila. Em uma conferência em Madagascar, Tshibanda disse que o governo de Kabila "consultou especialistas eleitorais" do Congo, das Nações Unidas e de outros lugares, e que "foi decidido que a operação de recenseamento eleitoral terminará em 31 de julho de 2017, e que a eleição aconteceria em abril de 2018." Protestos eclodiram no país em 20 de dezembro do mesmo ano, quando terminou o mandato de Kabila.
A partir de 2016, além do conflito em Quivu do Norte e Ituri, a violência aumentou na região de Cassai, com a rebelião de Kamwina Nsapu. Os grupos armados lutaram até 2019 pelo controle das riquezas naturais. No bojo, havia também rivalidades étnicas e culturais, assim como motivos religiosos e a crise política com eleições adiadas.
Por sua vez, em 2018 um outro conflito tribal eclodiu em Yumbi, na província de Mai-Indombe, 400 km ao norte de Quinxassa. Quase 900 pessoas Banunu de quatro aldeias foram massacradas por membros da comunidade Batende em uma rivalidade arraigada por compromissos tribais, acesso às terras aráveis e recursos hídricos.

### Eleição de 2018 e novo presidente (2018–presente)
Em 30 de dezembro, foram realizadas as eleições gerais da República Democrática do Congo de 2018. Em 10 de janeiro de 2019, a comissão eleitoral anunciou o candidato da oposição Félix Tshisekedi como o vencedor da votação presidencial, e ele foi oficialmente empossado como presidente em 24 de janeiro. No entanto, havia suspeitas generalizadas de que os resultados foram fraudados e que um acordo havia sido feito entre Tshisekedi e Kabila. A Igreja Católica disse que os resultados oficiais não correspondiam às informações coletadas por seus monitores eleitorais. O governo também "adiou" a votação até março em algumas áreas, citando o surto de Ebola em Quivu, bem como o conflito militar em curso. Isso foi criticado, pois essas regiões são conhecidas como redutos da oposição. Em agosto de 2019, seis meses após a posse de Félix Tshisekedi, foi anunciado um governo de coalizão.
Um grande surto de sarampo no país deixou quase 5 000 mortos em 2019. O surto de Ebola de 2018 terminou em junho de 2020, que causou 2 280 mortes em 2 anos. Outro surto menor de Ebola na província de Équateur começou em junho de 2020, causando 55 mortes. A pandemia global de COVID-19 também atingiu o Congo, em março de 2020, e uma campanha de vacinação foi iniciada mais de uma ano depois, em 19 de abril de 2021.
Os aliados políticos do ex-presidente Joseph Kabila, que renunciou em janeiro de 2019, mantiveram o controle dos principais ministérios, legislativo, judiciário e serviços de segurança. No entanto, o presidente Félix Tshisekedi conseguiu fortalecer seu poder. Em uma série de movimentos, ele conquistou mais legisladores, conquistando o apoio de quase 400 dos 500 membros da Assembleia Nacional. Os oradores pró-Kabila de ambas as casas do parlamento foram forçados a renunciar suas lideranças. Em abril de 2021, o novo governo foi formado sem os apoiadores de Kabila.
Em fevereiro de 2022, as alegações de um golpe de Estado no país levaram à incerteza política nacional, mas a tentativa de golpe falhou. Seguiu-se uma crise entre República Democrática do Congo e Ruanda com acusações de interferência mútua.
Em junho de 2022 a Bélgica devolveu ao Congo os restos mortais de Patrice Lumumba, considerado herói da independência nacional. No mês seguinte o casal real belga Filipe e Matilde devolveu itens culturais saqueados do país durante a colonização, com Filipe lamentando o "sofrimento e humilhação" infligidos ao Congo e expressando os "mais profundos arrependimentos" pelos abusos cometidos por seus ancestrais no processo de colonização.

## Geografia

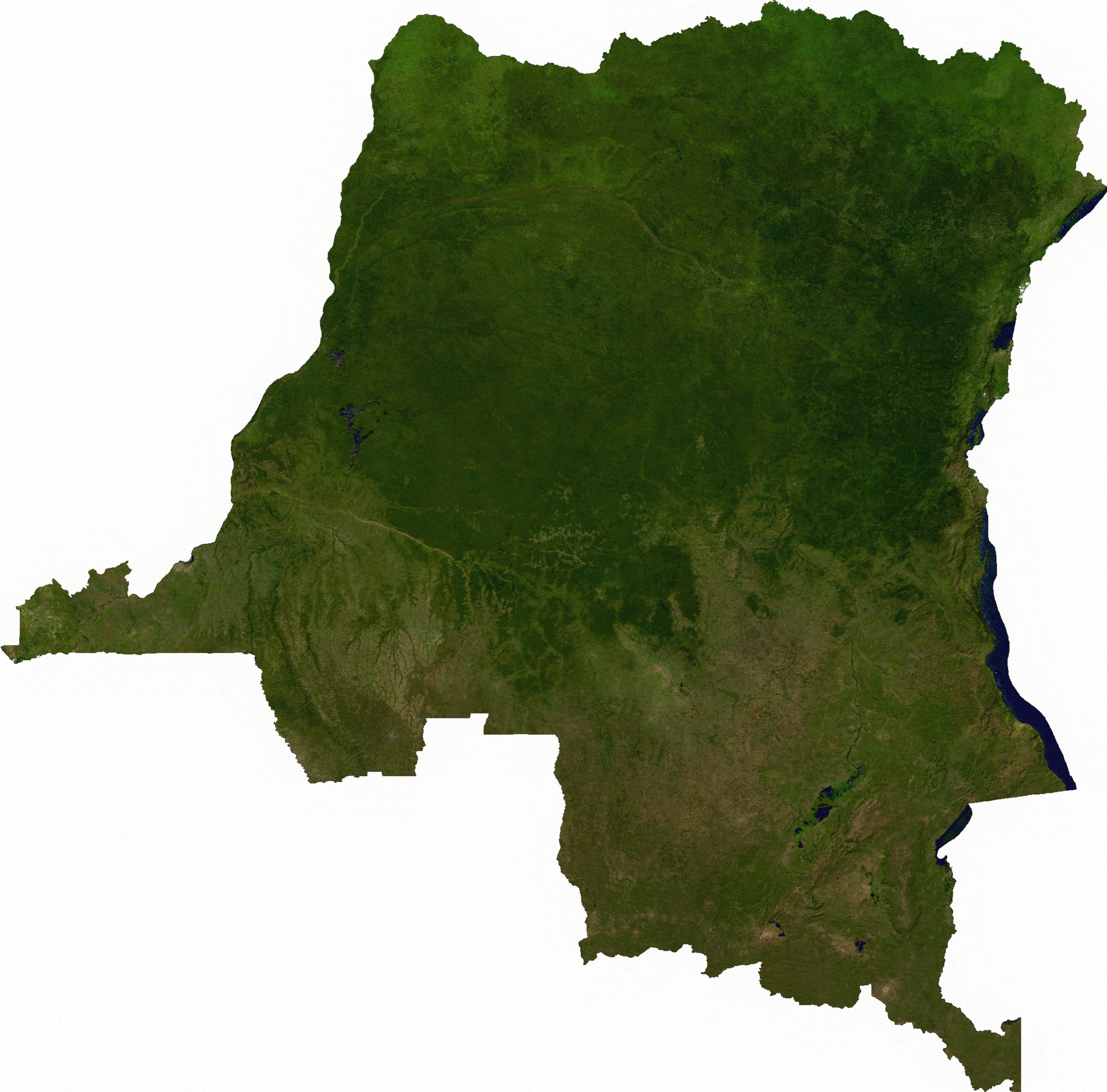
A República Democrática do Congo vista por satélite. As regiões norte e central do país abrangem grande parte da Floresta do Congo, que é a segunda maior floresta equatorial do mundo

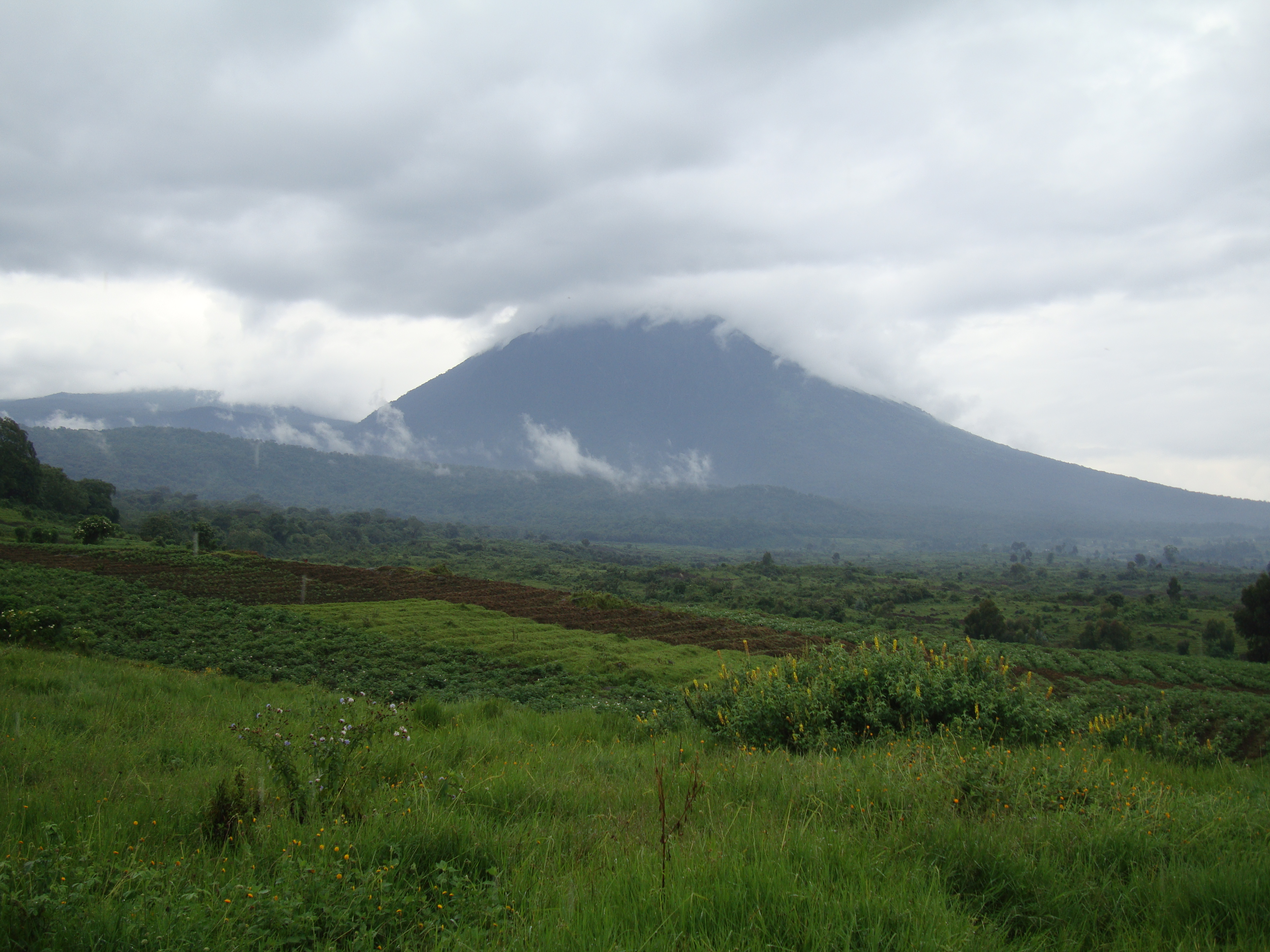
montanha no Parque Nacional Virunga

O país é cortado pelo rio Congo como um "U" invertido, que é a principal fonte de abastecimento de água do país. Nascendo formalmente na Zâmbia, entra no país ao sul e percorre sentido norte com o nome de Lualaba, formando uma das maiores bacias hidrográficas do mundo, a bacia do Congo e sua vasta floresta equatorial (Floresta do Congo), recebendo águas do sistema Luapula–Luvua, vindos da região norte da Zâmbia, onde localiza-se sua real nascente no rio Chambeshi; e outras águas oriundas do lago Tanganica pelo rio Lukuga a leste. Contornando a enorme planície do Congo para oeste e novamente para sul e sudoeste, fazendo fronteira com a República do Congo, recebendo águas dos seus outros grandes afluentes como os rios Ubangui e Cassai, desaguando no oceano Atlântico na fronteira do país com Angola.
A leste desta imensa planície florestal selvagem, erguem-se os maciços e montanhas, formando vales e desfiladeiros provenientes e causados pelo tectonismo do Vale do Rifte Albertino, os quais formaram os Grandes Lagos Africanos, os quais lagos Tanganica, Quivu, Eduardo e Alberto; o Planalto de Catanga-Chambezi, no sul na fronteira com Zâmbia e Angola, que forma o cinturão de cobre da África Central, e ;as principais cadeias montanhosas como os montes Mitumba, Virunga e Ruvenzori — esta última cadeia, faz parte da fronteira leste com Uganda, dividindo o ponto mais elevado entre os dois países: o monte Stanley (ou monte Angaliema) e seus 5 109 m de altitude, a terceira maior montanha da África.
Duas características bem peculiares definem a geografia do país, sendo a primeira sua pequena faixa de litoral, de apenas 37 quilômetros de largura, a sua única saída para o oceano Atlântico, formando um mar territorial de 12  milhas náuticas (22 km). A segunda peculiaridade está outro extremo do país, sendo a saliência geográfica conhecida como Pedículo do Congo, que divide a vizinha Zâmbia em dois lóbulos.
Seu clima é predominantemente equatorial, quente e úmido, com chuvas frequentes quase o ano todo por conta da alta umidade da floresta densa e grande número de rios perenes. Nos planaltos e montanhas a leste, predomina o tropical de altitude e subtropical com temperatura de mais amena à fria. São poucas áreas que recorrem ao clima seco de savanas.
Alguns parques importantes são:
- Parque nacional de Virunga[91]
- Parque Nacional Maiko[92]
- Parque nacional da Garamba[93]

## Demografia
A Organização das Nações Unidas estimou, para 2007, a população em 62,6 milhões de pessoas, tendo aumentado rapidamente, apesar da guerra de 1997. Porém, esse número pode passar dos 70 milhões, já que os dados podem não ser exatos. Em 2021, sua população era de 92 milhões.
A maioria da população é rural, com apenas 30% de sua população vivendo em meios urbanos.

### Religião
Religião na República Democrática do Congo 2015
Na República Democrática do Congo, o cristianismo é a religião predominante, sendo seguido por aproximadamente 95% da população. A maioria das pessoas que seguem outras religiões são ou muçulmanas ou adeptas de alguma religião local, como o tocoísmo ou o quimbanguismo (fundada pelo enviado de Deus, o profeta Simão Kimbangu como se acredita), cujos crentes são maioritariamente os congos, que acreditam que esta seja a religião dos seus ancestrais.

### Grupos étnicos
Mais de 250 grupos étnicos povoam a República Democrática do Congo, dos quais a maioria são povos bantos. Juntos, os povos mongos, lubas, congos, mangbetus e azandes constituem cerca de 45% da população. Os povos congos são o maior grupo étnico do país. Cerca de 600 000 pigmeus vivem na República Democrática do Congo.

### Línguas
Embora várias centenas de línguas e dialetos locais sejam falados, a variedade linguística é superada pelo uso generalizado do francês como língua franca, administrativa e de negócios. São falados aproximadamente 700 línguas e dialetos, com outras principais intermediárias no congo, no quituba, no luba, no suaíli e na lingala. É um dos países que mais contém dialetos.

### Migração
Dada a situação do país e as condições das estruturas estatais, é extremamente difícil obter dados migratórios confiáveis. No entanto, as evidências sugerem que o país continua a ser destino para imigrantes, apesar dos recentes declínios em seus números. A imigração é de natureza muito diversa; refugiados e solicitantes de refúgio — produtos dos numerosos e violentos conflitos na região dos Grandes Lagos — constituem um importante subconjunto da população. Além disso, as grandes operações de minas do país atraem trabalhadores migrantes da África e de outros lugares. Há também uma migração considerável para atividades comerciais de outros países africanos e do resto do mundo, mas esses movimentos não são bem estudados.
A imigração para o Congo diminuiu de forma constante nas últimas duas décadas, provavelmente como resultado do ciclo de violência armada que o país experimentou. De acordo com a Organização Internacional para as Migrações, o número de imigrantes caiu de pouco mais de um milhão em 1960, para 754 000 em 1990, para 480 000 em 2005, para cerca de 445 000 em 2010. Os números oficiais não estão disponíveis, em parte devido à a predominância da economia informal. Também faltam dados sobre imigrantes irregulares, no entanto, dadas as ligações étnicas dos países vizinhos com os nacionais da República Democrática do Congo, a migração irregular é considerada um fenômeno significativo.
Os números para cidadãos quinxassa-congoleses no exterior variam muito dependendo da fonte, de três a seis milhões. Essa discrepância se deve à falta de dados oficiais e confiáveis. São sobretudo emigrantes de longa duração, a maioria dos quais vive em África e, em menor medida, na Europa. Os novos países de destino incluem a África do Sul e vários pontos a caminho da Europa. O país produziu um número considerável de refugiados e solicitantes de refúgio localizados na região e além. Esses números atingiram o pico em 2004, quando, segundo o ACNUR, havia mais de 460 000 refugiados da República Democrática do Congo; em 2008, os refugiados somavam 367 995 no total, 68% dos quais viviam em outros países africanos, sobretudo Angola, África do Sul, Zâmbia e Congo-Brazavile.

## Política

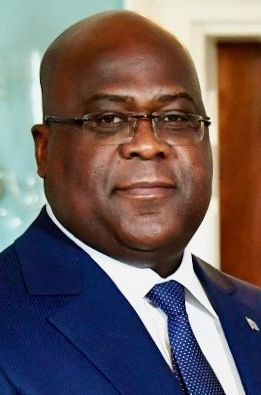
Félix Tshisekedi, presidente do país desde 2019

Em 18 e 19 de dezembro de 2005, realizou-se com sucesso o referendo que estabeleceu as eleições em 2006. O processo de votação, tecnicamente difícil devido à falta de infraestrutura, foi organizado pela Comissão Eleitoral Independente do Congo com o apoio da Missão das Nações Unidas na República Democrática do Congo (MONUC). Segundo dados divulgados em janeiro de 2006, a constituição foi aprovada por 84,31% dos eleitores.
A 6 de Dezembro de 2006, Joseph Kabila, filho de Laurent Kabila, tomou posse como presidente depois de vencer as primeiras eleições gerais em 40 anos.
O atual quadro político da República Democrática do Congo é o de uma república de transição de uma guerra civil para uma república democrática semipresidencial.
Apesar de se chamar "República Democrática do Congo", o país tem um dos menores índices de democracia do mundo, estando em 155.° lugar em uma lista de 167 países.
Desde 24 de janeiro de 2019 que o presidente é Félix Tshisekedi, que sucedeu a Joseph Kabila.

## Subdivisões

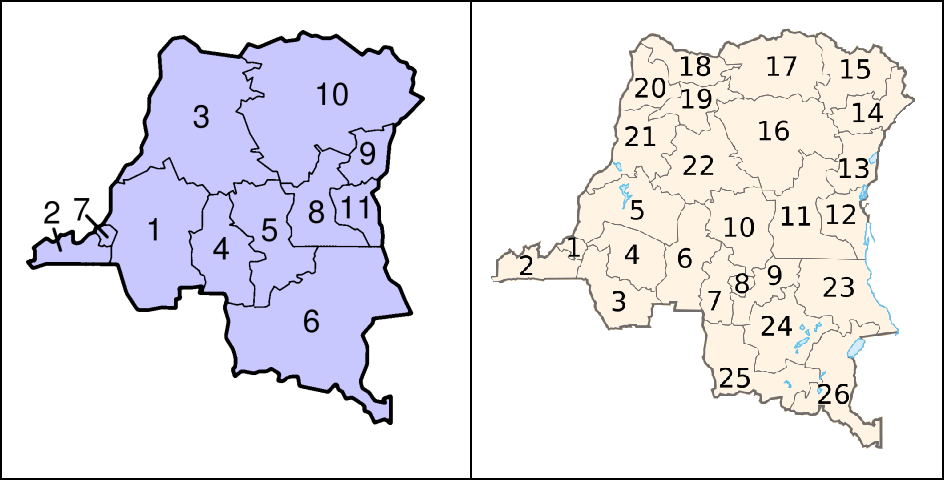
Comparação entre a antiga divisão (à esquerda) e a nova divisão (à direita) do país

Até 2005, a República Democrática do Congo dividia-se em 11 províncias:
1. Bandundu
2. Baixo Congo
3. Equador
4. Cassai Ocidental
5. Cassai Oriental
6. Catanga
7. Quinxassa
8. Maniema
9. Quivu do Norte
10. Província Oriental
11. Quivu do Sul

A constituição de 2005, que entrou em vigor em fevereiro de 2006, dividiu a República Democrática do Congo, no prazo de 36 meses, em 25 províncias e uma cidade independente (Quinxassa), com estatuto de província:
1. Quinxassa
2. Congo Central
3. Cuango
4. Cuílo
5. Mai-Indombe
6. Cassai
7. Cassai Central
8. Cassai Oriental
9. Lomami
10. Sancuru
11. Maniema
12. Quivu do Sul
13. Quivu do Norte
14. Ituri
15. Alto Uele
16. Chopo
17. Baixo Uele
18. Ubangui do Norte
19. Mongala
20. Ubangui do Sul
21. Equador
22. Chuapa
23. Tanganhica
24. Alto Lomami
25. Lualaba
26. Alto Catanga

## Economia

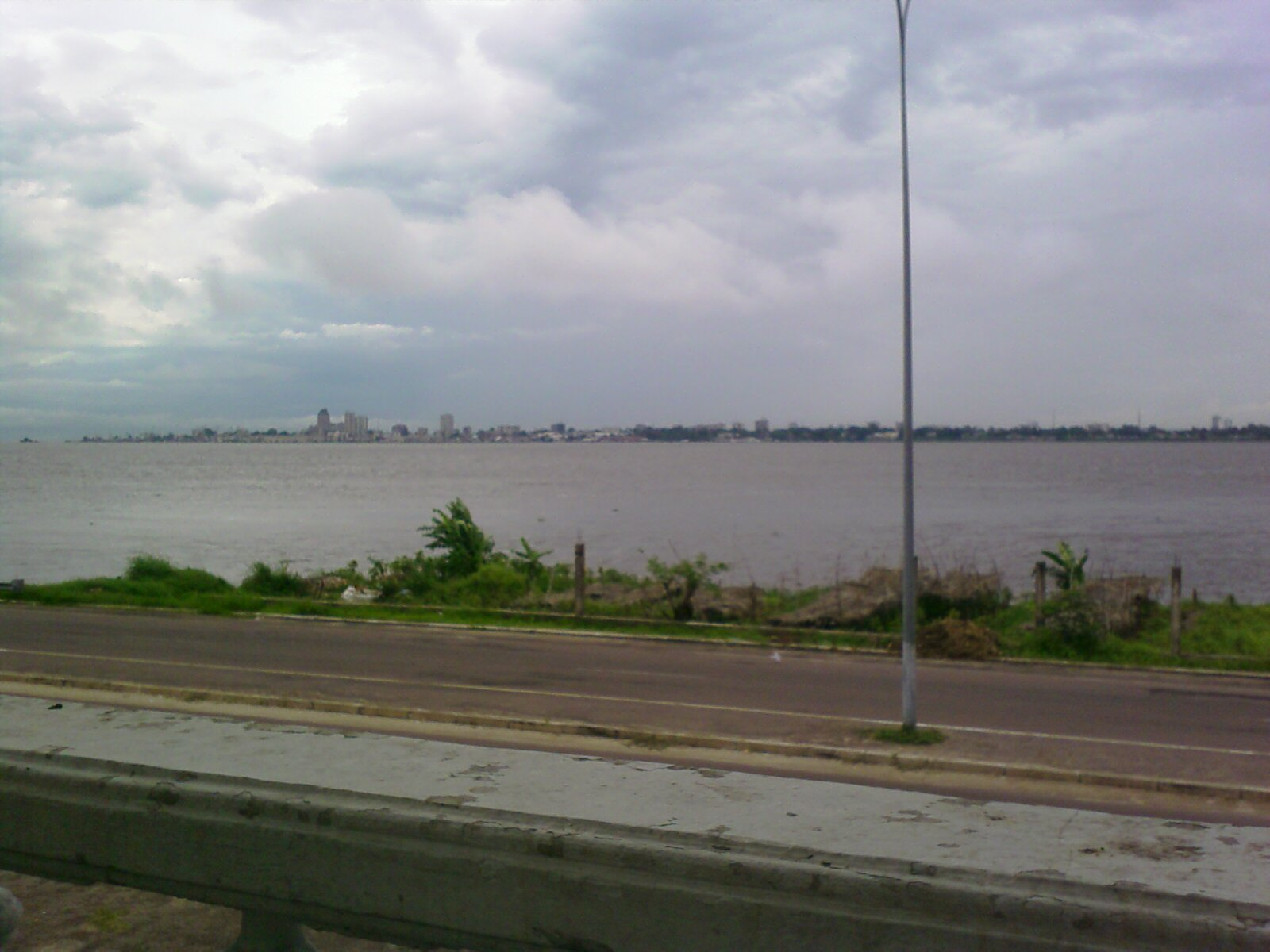
Quinxassa vista de Brazavile, duas capitais separadas pelo rio Congo

Principais produtos de exportação da R.D.do Congo em 2019

A economia do segundo maior país da África depende fortemente de mineração. No entanto, a atividade econômica ocorre principalmente no setor informal e não é refletido no PIB. A República Democrática do Congo é uma nação que possui uma vasta riqueza potencial que declinou drasticamente desde os meados da década de 1980. Os dois recentes conflitos, que se iniciaram em 1998, reduziram dramaticamente a produção nacional e as receitas do governo, aumentaram a dívida externa e resultaram em talvez umas 3,8 milhões de vítimas, diretas, que se somadas às vítimas causadas pela fome e as devidas a doenças, são 4,5 milhões.
As empresas estrangeiras retraíram-se devido à incerteza quanto ao resultado dos conflitos, à falta de infraestrutura e ao difícil ambiente empresarial. A guerra intensificou o impacto de problemas básicos como uma moldura legal incerta, corrupção, inflação e falta de abertura nas políticas econômicas e operações financeiras do governo. As condições melhoraram no fim de 2002 com a retirada de uma grande percentagem das tropas estrangeiras presentes no país. Algumas missões do FMI e do Banco Mundial reuniram-se com o governo para ajudá-lo a desenvolver um plano econômico coerente, perdoando 90% da dívida, e o presidente Joseph Laurent-Désiré Kabila começou a implementar reformas. Muito da atividade econômica fica de fora dos dados do PIB. A região quinxassa-congolesa de Catanga possui alguns dos melhores depósitos mundiais de cobre e cobalto. Outras áreas do país possuem fontes ricas de minerais diversos, incluindo diamante, ouro, ferro e urânio. Em 2019, o país era o maior produtor mundial de cobalto e tântalo, o 4º maior produtor mundial de cobre e o 7º maior produtor mundial de estanho, além de ter uma produção considerável de ouro. Em 2016 era o 4º maior produtor mundial de diamante. Na agricultura, o país tem exportações pequenas; entre as de maior valor, estão o cacau, o café e o farelo de trigo. O país é o maior produtor do mundo de banana-da-terra e o 3º maior de mandioca. Após anos de guerras, ditaduras e tumultos, porém, a infraestrutura do país ou está em ruínas ou é inexistente, e as operações de extração estão produzindo apenas uma fração de seu potencial. Se considerarmos o valor de seus recursos naturais, serão de 24 trilhões de dólares (24 biliões de dólares em escala curta, usada em Portugal).
A República Democrática do Congo está entre um dos países com os menores valores de PIB nominal per capita, à frente apenas do Burundi. Já segundo o Banco Mundial, o país possui o menor PIB per capita.

## Infraestrutura

### Educação
O sistema educacional na República Democrática do Congo é administrado por três ministérios: o Ministério da Educação Primária, Secundária e Técnica (MEPSP), o Ministério da Educação Superior e Universitária (MESU) e o Ministério de Assuntos Sociais) (MAS). A educação primária na República Democrática do Congo não é gratuita ou obrigatória, embora a constituição quinxassa-congolesa declare que ser dever do Estado prover a educação.
Como resultado da guerra civil de seis anos entre o final dos anos 1990 e início dos anos 2000, mais de 5,2 milhões de crianças no país não receberam nenhuma educação neste período. Desde o fim da guerra civil, a situação educacional melhorou significativamente, com o número de crianças matriculadas nas escolas primárias subindo de 5,5 milhões em 2002 para 16,8 milhões em 2018, e o número de crianças matriculadas nas escolas secundárias passando de 2,8 milhões em 2007 para 4,6 milhões em 2015, de acordo com dados da UNESCO. A frequência escolar também melhorou nos últimos anos, sendo que a frequência líquida à escola primária foi estimada em 82,4% em 2014. Cerca de 82,4% das crianças com idade entre 6 e 11 anos frequentaram a escola naquele ano (83,4% para meninos e 80,6% para meninas).
O ensino superior no país é acessível por intermédio de diversas instituições de ensino, pesquisa e extensão. Entre as mais notáveis estão a Universidade de Quinxassa, cuja criação deu-se em 1924; a Universidade de Lubumbashi, fundada em 1955, e a Universidade de Quissangane, criada em 1963. Nenhuma das instituições do país está listada entre as 100 melhores universidades da África, de acordo com a classificação do QS World University Rankings de 2021.

### Energia elétrica
Na República Democrática do Congo, existem recursos de carvão e petróleo bruto que foram usados principalmente internamente em 2008. O país possui uma importante infraestrutura de hidroeletricidade no rio Congo, as barragens do Complexo de Inga. Além disso, possui 50% das florestas da África e um sistema fluvial que poderia fornecer energia hidrelétrica para todo o continente, de acordo com um relatório da ONU sobre a importância estratégica do país e seu potencial papel como potência econômica na África Central. Somente o projeto "Grande Barragem de Inga", uma extensão do atual Complexo de Inga, poderia gerar até 39 000 MW — e aumentaria significativamente a energia disponível para o continente africano. Conectar Grande Inga a uma rede elétrica continental para os principais centros populacionais seria o maior projeto hidrelétrico do mundo.
A geração e distribuição de eletricidade são controladas pela Sociedade Nacional de Eletricidade (SNEL; Société nationale d'électricité), mas apenas 15% da população tem acesso seguro à eletricidade. A nação integra três grupos regionais de energia elétrica: Reservatório de Força do Sul da África (SAPP; Southern African Power Pool), Reservatório de Força do Leste Africano (EAPP; East African Power Pool) e Reservatório de Força do Centro da África (CAPP; Central African Power Pool).

## Cultura

Principais línguas bantas no país

A cultura da República Democrática do Congo reflete a diversidade das suas centenas de grupos étnicos, contados como 250, e suas diferentes formas de vida em todo o país, da foz do rio Congo na costa, através do rio, acima selva e savana, no seu centro, para as montanhas mais densamente povoadas no extremo leste.

### Música
Fora da África, qualquer música da República Democrática do Congo (e também da República do Congo) é chamada soukous, que mais exatamente refere-se a uma dança popular do final dos anos 1960. O termo rumba ou rock-rumba também é usado geralmente para referir-se a música quinxassa-congolesa, embora ambas palavras tenham as suas próprias dificuldades e nem sejam muito exatas nem exatamente descritivas. No país não há nenhum termo específico da sua própria música, a não ser a expressão "muziki na biso" ("nossa música").
A música quinxassa-congolesa teve muita influência nos estilos musicais da África subsariana onde surgiu uma quarta geração de músicos liderados fundamentalmente pelos integrantes do dividido grupo musical Wenge Musica 4x4 causado pela rivalidade entre as duas figuras emblemáticas do grupo JB Mpiana e Werrason. Existe uma quinta geração na música nacional, liderada pelos músicos Fally Ipupa do antigo grupo Quartier Latin, Koffi Olomide e Ferre Gola, provenientes do grupo Maison Mère de Werrason. Outros músicos desta geração são: Didier Kalonji, Celeo Scram, Didier lacoste, Jus d'Été, Fabricas, Heritie Watanabi, Baby Ndombe, todos ex integrantes do grupo maison mere, Solei watanga, Jipson Butukundolo, Modogo Abarambua, Samy Shiton, Suzuki Luzubu, Babia Ndonga Chokoro, todos ex quartien latin e outros tantos de menor sucesso e impacto na nova geração.

### Catch Fétiche
Catch Fétiche, também chamado de Voodo Wrestling, é um esporte que mistura o catch wrestling com práticas de religiões originárias da África, como o fetichismo.

### Feriados
Os feriados estabelecidos pela república são:
| Data               | Comemoração                                  |
| ------------------ | -------------------------------------------- |
| 4 de janeiro       | Dia dos mártires da independência            |
| 16 e 17 de janeiro | Dias dos heróis da nação                     |
| 16 de fevereiro    | Dia dos mártires da democracia               |
| 1 de maio          | Dia Internacional do Trabalhor               |
| 17 de maio         | Aniversário da libertação do povo da tirania |
| 30 de junho        | Aniversário da independência                 |
| 24 de novembro     | Dia nacional da república                    |